# Giuseppe Petrone
Giuseppe Petrone (Napoli, 27 agosto 1872 – Pozzuoli, 23 marzo 1933) è stato un vescovo cattolico italiano.

## Biografia
Nato a Napoli il 27 agosto 1872, fu ordinato sacerdote il 4 giugno 1898.
Venne nominato vescovo di Pozzuoli il 23 settembre 1921 e ricevette la consacrazione episcopale il 28 ottobre seguente per opera dell'allora arcivescovo Michele Zezza. 
Durante il suo episcopato organizzò l'associazionismo cattolico diocesano nell'Azione Cattolica.
Il 16 novembre 1930, giorno della festa del santo patrono Procolo, indisse il primo e ad oggi unico congresso eucaristico diocesano che si tenne l'anno seguente in occasione dei 150 anni del ritorno delle reliquie dei Santi patroni in città e del suo decennale di episcopato. Originariamente previsto dal 2 al 5 luglio, per volontà del vescovo, fu rinviato a data da destinarsi in seguito allo scioglimento dei gruppi dell'Azione Cattolica ad opera del regime fascista avvenuta il 29 maggio di quell'anno. 
Il congresso eucaristico si svolse dal 30 settembre al 4 ottobre  a seguito della riapertura dell'Azione Cattolica, grazie all'accordo del 2 settembre tra Stato e Chiesa.
Morì a Pozzuoli il 23 marzo 1933.

## Genealogia episcopale
La genealogia episcopale è:
- Cardinale Scipione Rebiba
- Cardinale Giulio Antonio Santori
- Cardinale Girolamo Bernerio, O.P.
- Arcivescovo Galeazzo Sanvitale
- Cardinale Ludovico Ludovisi
- Cardinale Luigi Caetani
- Cardinale Ulderico Carpegna
- Cardinale Paluzzo Paluzzi Altieri degli Albertoni
- Papa Benedetto XIII
- Papa Benedetto XIV
- Cardinale Enrico Enriquez
- Arcivescovo Manuel Quintano Bonifaz
- Cardinale Buenaventura Córdoba Espinosa de la Cerda
- Cardinale Giuseppe Maria Doria Pamphilj
- Papa Pio VIII
- Papa Pio IX
- Cardinale Raffaele Monaco La Valletta
- Patriarca Michele Zezza
- Vescovo Giuseppe Petrone